# Slatina nad Bebravou
Slatina nad Bebravou (Hongaars: Felsőszalatna) is een Slowaakse gemeente in de regio Trenčín, en maakt deel uit van het district Bánovce nad Bebravou.
Slatina nad Bebravou telt 462 inwoners.